# Sebastián Pagador (provins)

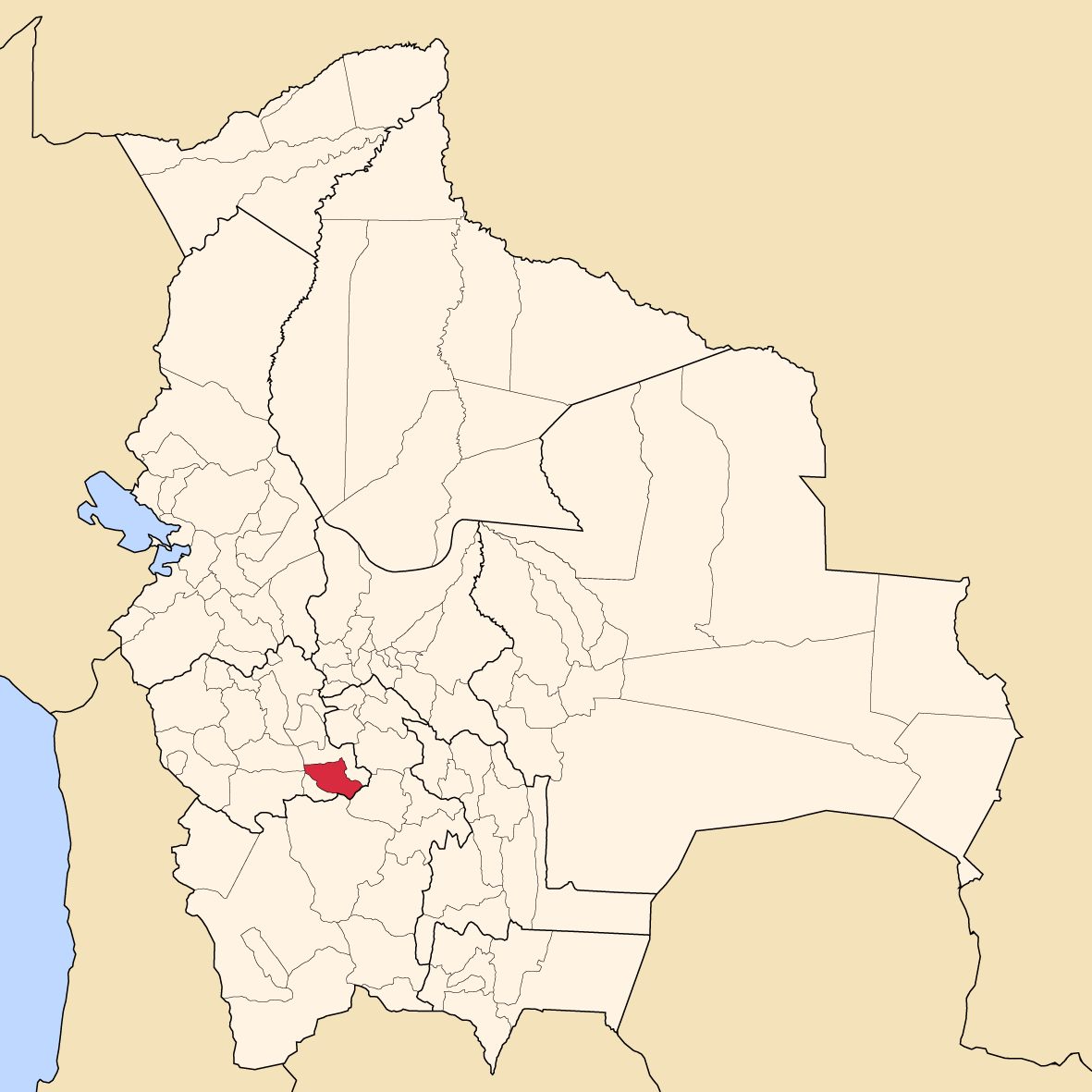
Provinsens läge i Bolivia

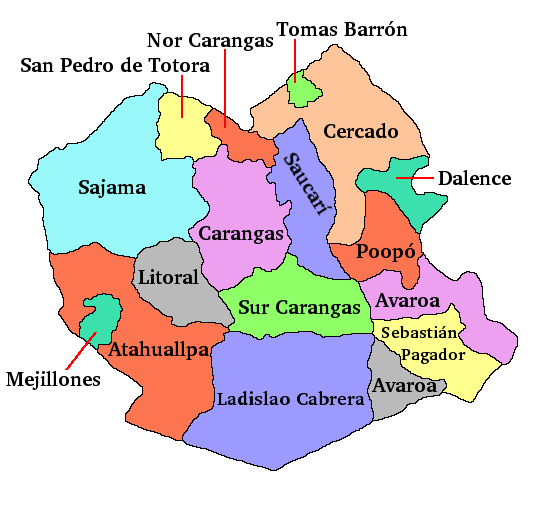
Provinser i Oruro

Sebastián Pagador är en provins i departementet Oruro i Bolivia. Den administrativa huvudorten är Santiago de Huari.